# Plectranthus insignis
Espèce
Plectrantus insignis Hook.f. est une espèce de plantes à fleurs de la famille des Lamiaceae et du genre Plectranthus endémique du Cameroun. 

## Description
C'est une grande herbe ligneuse aromatique pouvant atteindre une hauteur de 5 mètres.

## Distribution
L'espèce est endémique du Cameroun, où elle est cependant assez commune. Elle a été observée notamment dans la Région du Nord-Ouest (mont Oku, réserve forestière de Bafut Ngemba) ; dans la Région du Sud-Ouest (monts Bakossi, mont Cameroun) et dans la Région du Sud (entre Ebolowa et Ekouk).